# رضاآباد (خنامان)
رضاآباد یک روستا در ایران است که در بخش مرکزی شهرستان رفسنجان واقع شده‌است. رضاآباد ۸ نفر جمعیت دارد.